# Antoinette de Savoie
Antoinette de Savoie (morte en 1500) est dame de Monaco par son mariage en 1486 avec Jean II, seigneur de Monaco.
Antoinette de Savoie est la fille illégitime de Philippe II, duc de Savoie et de sa maîtresse Libera Portoneri. Elle est élevée auprès de sa tante, la reine de France Charlotte de Savoie. En 1486, elle est mariée à l'héritier de la seigneurie de Monaco dans le cadre d'un accord de paix entre Monaco et la Savoie soutenu par la France.
Le couple a une fille, Marie Grimaldi, mariée en 1515 à Geronimo della Rovere (branche turinoise des sires de Vinovo), et forcée de renoncer à ses droits sur Monaco lors de son mariage.